# Discografia dei Depeche Mode
La discografia dei Depeche Mode, gruppo musicale synth pop britannico, comprende: quindici album in studio, quindici album video, sette album dal vivo, oltre trenta raccolte, due album di remix e oltre sessanta singoli.
Venuti alla ribalta sulla scena synth pop inglese agli inizi degli anni ottanta, la loro fama si è protratta negli anni a seguire, con una carriera trentennale, che ha abbracciato poi anche altri generi musicali, con larghe concessioni al pop rock e alla new wave, specie nella seconda fase, e una massiccia incursione nella alternative dance, fino a diventare il gruppo di maggior successo nella storia della musica elettronica, ed una delle band più importanti e influenti degli ultimi trent'anni. Secondo dati aggiornati al 2009, hanno venduto oltre 100 milioni di dischi in tutto il mondo.

## Album

### Album in studio
| Anno                                                                          | Titolo | Classifiche | Classifiche | Classifiche | Classifiche | Classifiche | Classifiche | Classifiche | Classifiche | Classifiche | Classifiche | Classifiche | Classifiche | Classifiche | Classifiche | Certificazioni |
| Anno                                                                          | Titolo | UK          | AUS         | AUT         | ESP         | FIN         | FRA         | GER         | ITA         | NLD         | NOR         | NZL         | SWE         | SWI         | USA         | Certificazioni |
| ----------------------------------------------------------------------------- | --- | ----------- | ----------- | ----------- | ----------- | ----------- | ----------- | ----------- | ----------- | ----------- | ----------- | ----------- | ----------- | ----------- | ----------- | --- |
| 1981                                                                          | Speak & Spell - Pubblicazione: 5 ottobre 1981 - Etichetta: Mute, Sire - Formati: LP, MC, CD, SACD+DVD                                        | 10          | 28          | —           | 23          | —           | 19          | 49          | 99          | —           | —           | 45          | 21          | —           | 192         | - GER: Oro - SWE: Oro - UK: Oro                                                                                               |
| 1982                                                                          | A Broken Frame - Pubblicazione: 27 settembre 1982 - Etichetta: Mute, Sire - Formati: LP, MC, CD, SACD+DVD                                    | 8           | —           | —           | —           | —           | —           | 56          | 88          | —           | —           | 43          | 22          | —           | 177         | - UK: Oro |
| 1983                                                                          | Construction Time Again - Pubblicazione: 22 agosto 1983 - Etichetta: Mute, Sire - Formati: LP, MC, CD, SACD+DVD                              | 6           | —           | —           | —           | —           | 16          | 7           | —           | 32          | —           | 44          | 12          | 21          | —           | - GER: Oro - UK: Oro |
| 1984                                                                          | Some Great Reward - Pubblicazione: 24 settembre 1984 - Etichetta: Mute, Sire - Formati: LP, MC, CD, SACD+DVD                                 | 5           | —           | 19          | —           | —           | 10          | 3           | 76          | 34          | —           | —           | 7           | 5           | 51          | - GER: Oro - UK: Argento - US: Platino                                                                                        |
| 1986                                                                          | Black Celebration - Pubblicazione: 17 marzo 1986 - Etichetta: Mute, Sire - Formati: CD, LP, MC, SACD+DVD                                     | 4           | 69          | 26          | —           | 17          | 11          | 2           | 9           | 35          | —           | 34          | 5           | 1           | 90          | - FRA: Oro - GER: Platino - UK: Argento - USA: Oro                                                                            |
| 1987                                                                          | Music for the Masses - Pubblicazione: 28 settembre 1987 - Etichetta: Mute, Sire - Formati: CD, LP, MC, SACD+DVD                              | 10          | 60          | 16          | 26          | 7           | 7           | 2           | 7           | 52          | —           | —           | 4           | 4           | 35          | - FRA: Platino - GER: Oro - SWE: Oro - SWI: Oro - UK: Argento - USA: Platino                                                  |
| 1990                                                                          | Violator - Pubblicazione: 19 marzo 1990 - Etichetta: Mute, Sire - Formati: CD, LP, MC, SACD+DVD                                              | 2           | 42          | 4           | 1           | 7           | 1           | 2           | 6           | 17          | 12          | 28          | 6           | 2           | 7           | - AUT: Oro - CAN: Platino (2) - FRA: Platino - GER: Platino - ITA: Oro - SWE: Oro - SWI: Platino - UK: Oro - USA: Platino (3) |
| 1993                                                                          | Songs of Faith and Devotion - Pubblicazione: 22 marzo 1993 - Etichetta: Mute, Sire/Reprise - Formati: CD, LP, MC, SACD+DVD                   | 1           | 14          | 1           | 2           | 1           | 1           | 1           | 6           | 18          | 16          | 31          | 2           | 1           | 1           | - AUT: Oro - CAN: Platino - FRA: Oro (2) - GER: Oro - SWI: Oro - UK: Oro - USA: Platino                                       |
| 1997                                                                          | Ultra - Pubblicazione: 14 aprile 1997 - Etichetta: Mute, Reprise - Formati: CD, LP, MC, SACD+DVD                                             | 1           | 7           | 5           | 1           | 3           | 2           | 1           | 2           | 17          | 2           | 25          | 1           | 4           | 5           | - FRA: Oro - GER: Oro - SWE: Oro - SWI: Oro - UK: Oro - USA: Oro                                                              |
| 2001                                                                          | Exciter - Pubblicazione: 14 maggio 2001 - Etichetta: Mute, Reprise - Formati: CD, LP, MC, SACD+DVD                                           | 9           | 20          | 2           | 2           | 2           | 1           | 1           | 2           | 15          | 3           | —           | 1           | 2           | 8           | - AUT: Oro - CAN: Oro - FIN: Oro - FRA: Oro - GER: Platino - SWE: Oro - SWI: Oro - UK: Oro - USA: Oro                         |
| 2005                                                                          | Playing the Angel - Pubblicazione: 13 ottobre 2005 - Etichetta: Mute, Sire/Reprise - Formati: CD, SACD+DVD, LP, download digitale, streaming | 6           | 45          | 1           | 2           | 1           | 1           | 1           | 1           | 11          | 1           | —           | 1           | 1           | 7           | - AUT: Oro - CAN: Oro - FIN: Oro - FRA: Platino - GER: Platino (2) - SWE: Oro - UK: Oro                                       |
| 2009                                                                          | Sounds of the Universe - Pubblicazione: 17 aprile 2009 - Etichetta: Mute, Capitol - Formati: CD, CD+DVD, LP, download digitale, streaming    | 2           | 32          | 1           | 1           | 1           | 2           | 1           | 1           | 7           | 2           | 31          | 1           | 1           | 3           | - AUT: Oro - FRA: Platino - GER: Oro (3) - ITA: Platino - SWE: Oro - SWI: Platino - UK: Argento                               |
| 2013                                                                          | Delta Machine - Pubblicazione: 22 marzo 2013 - Etichetta: Columbia - Formati: CD, 2 CD, LP, download digitale, streaming                     | 2           | 16          | 1           | 3           | 3           | 2           | 1           | 1           | 3           | 2           | 24          | 1           | 1           | 6           | - AUT: Oro - FIN: Oro - FRA: Platino - GER: Oro (3) - ITA: Platino - SWE: Oro - SWI: Platino - UK: Argento                    |
| 2017                                                                          | Spirit - Pubblicazione: 17 marzo 2017 - Etichetta: Columbia - Formati: CD, 2 CD, LP, download digitale, streaming                            | 5           | 14          | 1           | 2           | 5           | 1           | 1           | 1           | 4           | 7           | 32          | 3           | 1           | 5           | - FRA: Platino - GER: Oro - ITA: Oro - SWI: Oro - UK: Argento                                                                 |
| 2023                                                                          | Memento mori - Pubblicazione: 27 marzo 2023 - Etichetta: Columbia - Formati: CD, MC LP, download digitale, streaming                         | 2           | 36          | 1           | 2           | 4           | 1           | 1           | 1           | 3           | 5           | 38          | 1           | 1           | 14          | - FRA: Oro - GER: Oro - ITA: Oro                                                                                              |
| "—" indica una pubblicazione non classificata o non pubblicata in quel paese. | |             |             |             |             |             |             |             |             |             |             |             |             |             |             | |

### Album dal vivo
| Anno                                                                          | Titolo | Classifiche | Classifiche | Classifiche | Classifiche | Classifiche | Classifiche | Classifiche | Classifiche | Classifiche | Classifiche | Classifiche | Classifiche | Certificazioni                                                    |
| Anno                                                                          | Titolo | UK          | AUS         | AUT         | ESP         | FIN         | FRA         | GER         | ITA         | NLD         | SWE         | SWI         | USA         | Certificazioni                                                    |
| ----------------------------------------------------------------------------- | --- | ----------- | ----------- | ----------- | ----------- | ----------- | ----------- | ----------- | ----------- | ----------- | ----------- | ----------- | ----------- | ----------------------------------------------------------------- |
| 1989                                                                          | 101 - Pubblicazione: 13 marzo 1989 - Etichetta: Mute, Sire - Formati: CD, LP, MC, SACD+DVD                                           | 5           | 71          | 13          | 8           | 14          | 4           | 3           | 7           | 43          | 14          | 11          | 45          | - CAN: Platino (2) - FRA: Oro (2) - GER: Oro - UK: Oro - USA: Oro |
| 1993                                                                          | Songs of Faith and Devotion Live - Pubblicazione: 6 dicembre 1993 - Etichetta: Mute, Sire - Formati: CD, LP, MC                      | 46          | 27          | —           | —           | —           | —           | 50          | —           | 85          | 22          | 47          | 193         |                                                                   |
| 2006                                                                          | Recording the Angel - Pubblicazione: 2006 - Etichetta: Mute - Formati: CD, download digitale                                         | —           | —           | —           | —           | —           | —           | —           | —           | —           | —           | —           | —           |                                                                   |
| 2009                                                                          | Recording the Universe - Pubblicazione: 2009/2010 - Etichetta: Mute - Formati: CD, download digitale                                 | —           | —           | —           | —           | —           | —           | —           | —           | —           | —           | —           | —           |                                                                   |
| 2010                                                                          | Tour of the Universe: Barcelona 20/21.11.09 - Pubblicazione: 5 novembre 2010 - Etichetta: Mute, EMI - Formati: CD, download digitale | —           | —           | —           | 4           | —           | 7           | 1           | 3           | —           | 24          | —           | —           | - ITA: Oro                                                        |
| 2014                                                                          | Live in Berlin - Soundtrack - Pubblicazione: 14 novembre 2014 - Etichetta: Columbia - Formati: CD, download digitale, streaming      | 64          | —           | 13          | 16          | 37          | 9           | 2           | 11          | 36          | 22          | 13          | —           |                                                                   |
| 2020                                                                          | Live Spirits Soundtrack - Pubblicazione: 26 giugno 2020 - Etichetta: Columbia - Formati: 2 CD, download digitale, streaming          | —           | —           | 62          | —           | —           | —           | 23          | —           | —           | 35          | 14          | —           |                                                                   |
| "—" indica una pubblicazione non classificata o non pubblicata in quel paese. | |             |             |             |             |             |             |             |             |             |             |             |             |                                                                   |

### Raccolte
| Anno                                                                          | Titolo | Classifiche | Classifiche | Classifiche | Classifiche | Classifiche | Classifiche | Classifiche | Classifiche | Classifiche | Classifiche | Classifiche | Classifiche | Classifiche | Classifiche | Certificazioni                                                                          |
| Anno                                                                          | Titolo | UK          | AUS         | AUT         | ESP         | FIN         | FRA         | GER         | ITA         | NLD         | NOR         | NZL         | SWE         | SWI         | USA         | Certificazioni                                                                          |
| ----------------------------------------------------------------------------- | --- | ----------- | ----------- | ----------- | ----------- | ----------- | ----------- | ----------- | ----------- | ----------- | ----------- | ----------- | ----------- | ----------- | ----------- | --------------------------------------------------------------------------------------- |
| 1984                                                                          | People Are People - Pubblicazione: 2 luglio 1984 - Etichetta: Sire - Formati: CD, LP, MC                                                      | —           | —           | —           | —           | —           | —           | —           | —           | —           | —           | —           | —           | —           | 74          | - USA: Oro                                                                              |
| 1985                                                                          | The Singles 81-85 - Pubblicazione: 14 ottobre 1985 - Etichetta: Mute - Formati: CD, LP, MC                                                    | 6           | —           | —           | 74          | 36          | 19          | 9           | 99          | —           | —           | 33          | 18          | 14          | 114         | - GER: Oro - UK: Oro                                                                    |
| 1985                                                                          | Catching Up with Depeche Mode - Pubblicazione: 11 novembre 1985 - Label: Sire - Formati: CD, LP, MC                                           | —           | —           | —           | —           | —           | —           | —           | —           | —           | —           | —           | —           | —           | 113         | - USA: Platino                                                                          |
| 1987                                                                          | Greatest Hits - Pubblicazione: 1987 - Etichetta: Amiga - Formati: LP, MC                                                                      | —           | —           | —           | —           | —           | —           | —           | —           | —           | —           | —           | —           | —           | —           |                                                                                         |
| 1998                                                                          | The Singles 86-98 - Pubblicazione: 28 settembre 1998 - Etichetta: Mute, Reprise - Formati: CD, LP, MC                                         | 5           | 42          | 2           | 8           | 3           | 6           | 1           | 2           | 33          | 9           | —           | 1           | 3           | 38          | - FRA: Oro (2) - GER: Platino - ITA: Oro - SWE: Oro - SWI: Oro - UK: Oro - USA: Platino |
| 2001                                                                          | The Singles 81-98 - Pubblicazione: 31 agosto 2001 - Etichetta: Mute, Reprise - Formati: CD                                                    | 103         | —           | —           | —           | —           | —           | 83          | 16          | —           | —           | —           | —           | —           | —           | - ITA: Platino                                                                          |
| 2006                                                                          | The Best of Depeche Mode, Volume 1 - Pubblicazione: 13 novembre 2006 - Etichetta: Mute, Sire/Reprise - Formati: CD, CD+DVD, download digitale | 18          | —           | 9           | 14          | 15          | 2           | 1           | 5           | 40          | 14          | —           | 13          | 3           | 148         | - FRA: Oro - GER: Oro (7) - ITA: Platino - SWI: Oro - UK: Platino                       |
| "—" indica una pubblicazione non classificata o non pubblicata in quel paese. | |             |             |             |             |             |             |             |             |             |             |             |             |             |             |                                                                                         |

### Box set
| Anno | Titolo | Classifiche | Classifiche | Classifiche | Classifiche | Classifiche |
| Anno | Titolo | FRA         | GER         | ITA         | SPA         | SWI         |
| ---- | --- | ----------- | ----------- | ----------- | ----------- | ----------- |
| 1991 | X¹ - Pubblicato: 21 aprile 1991 - Etichetta: Alfa - Formati: 4 CD                                          | —           | —           | —           | —           | —           |
| 1991 | X² - Pubblicato: 21 aprile 1991 - Etichetta: Alfa - Formati: 4 CD                                          | —           | —           | —           | —           | —           |
| 1991 | Singles 1-6 - Pubblicato: 28 novembre 1991 - Etichetta: Mute, Sire - Formati: 6 CD                         | —           | —           | —           | —           | —           |
| 1991 | Singles 7-12 - Pubblicato: 28 novembre 1991 - Etichetta: Mute, Sire - Formati: 6 CD                        | —           | —           | —           | —           | —           |
| 1991 | Singles 13-18 - Pubblicato: 12 dicembre 1991 - Etichetta: Mute, Sire - Formati: 6 CD                       | —           | —           | —           | —           | —           |
| 2004 | Singles 19-24 - Pubblicato: 29 marzo 2004 - Etichetta: Mute, Reprise - Formati: 6 CD                       | 99          | 84          | 36          | —           | —           |
| 2004 | Singles 25-30 - Pubblicato: 29 marzo 2004 - Etichetta: Mute, Reprise - Formati: 6 CD                       | 96          | 85          | 37          | —           | —           |
| 2004 | Singles 31-36 - Pubblicato: 29 marzo 2004 - Etichetta: Mute, Reprise - Formati: 6 CD                       | —           | 88          | 43          | —           | —           |
| 2006 | The Complete Depeche Mode - Pubblicazione: 19 dicembre 2006 - Etichetta: Mute - Formati: download digitale | —           | —           | —           | —           | —           |
| 2018 | Speak & Spell - The 12" Singles - Pubblicato: 31 agosto 2018 - Etichetta: Columbia                         | —           | 10          | —           | 34          | —           |
| 2018 | A Broken Frame - The 12" Singles - Pubblicato: 31 agosto 2018 - Etichetta: Columbia                        | —           | 11          | —           | 38          | —           |
| 2018 | Construction Time Again - The 12" Singles - Pubblicato: 14 dicembre 2018 - Etichetta: Columbia             | —           | 55          | —           | —           | —           |
| 2018 | Some Great Reward - The 12" Singles - Pubblicato: 14 dicembre 2018 - Etichetta: Columbia                   | —           | 49          | —           | —           | —           |
| 2019 | Black Celebration - The 12" Singles - Pubblicato: 31 maggio 2019 - Etichetta: Columbia                     | —           | 22          | —           | 31          | —           |
| 2019 | Music for the Masses - The 12" Singles - Pubblicato: 31 maggio 2019 - Etichetta: Columbia                  | —           | 20          | —           | 44          | 60          |
| 2020 | Mode - Pubblicato: 24 gennaio 2020 - Etichetta: Columbia                                                   | 175         | 10          | —           | 21          | —           |
| 2020 | Violator - The 12" Singles - Pubblicato: 17 luglio 2020 - Etichetta: Columbia                              | —           | 9           | —           | 62          | —           |
| 2020 | Songs of Faith and Devotion - The 12" Singles - Pubblicato: 30 ottobre 2020 - Etichetta: Columbia          | —           | 16          | —           | 35          | —           |
| 2021 | Ultra - The 12" Singles - Pubblicato: 10 settembre 2021 - Etichetta: Columbia                              | —           | 5           | —           | 54          | —           |
| 2022 | Exciter - The 12" Singles - Pubblicato: 10 giugno 2022 - Etichetta: Columbia                               | 191         | 11          | —           | 69          | 33          |
| 2022 | Playing the Angel - The 12" Singles - Pubblicato: 11 novembre 2022 - Etichetta: Columbia                   | —           | 16          | —           | 68          | —           |
| 2023 | Sounds of the Universe - The 12" Singles - Pubblicato: 4 agosto 2023 - Etichetta: Columbia                 | —           | 8           | —           | 87          | —           |
| 2023 | Delta Machine - The 12" Singles - Pubblicato: 6 ottobre 2023 - Etichetta: Columbia                         | —           | —           | —           | —           | —           |
| 2024 | Spirit - The 12" Singles - Pubblicato: 20 settembre 2024 - Etichetta: Columbia                             | —           | —           | —           | —           | —           |

### Album di remix
| Anno                                                                          | Titolo | Classifiche | Classifiche | Classifiche | Classifiche | Classifiche | Classifiche | Classifiche | Classifiche | Classifiche | Classifiche | Classifiche | Classifiche | Certificazioni                          |
| Anno                                                                          | Titolo | UK          | AUT         | ESP         | FIN         | FRA         | GER         | ITA         | NLD         | NOR         | SWE         | SWI         | USA         | Certificazioni                          |
| ----------------------------------------------------------------------------- | --- | ----------- | ----------- | ----------- | ----------- | ----------- | ----------- | ----------- | ----------- | ----------- | ----------- | ----------- | ----------- | --------------------------------------- |
| 2004                                                                          | Remixes 81-04 - Pubblicazione: 25 ottobre 2004 - Etichetta: Mute, Reprise - Formati: CD, LP, download digitale | 24          | 38          | 9           | —           | 4           | 2           | 6           | 68          | 18          | 16          | 7           | —           | - FRA: Oro (2) - GER: Platino - UK: Oro |
| 2011                                                                          | Remixes 2: 81-11 - Pubblicazione: 6 giugno 2011 - Etichetta: Mute, EMI - Formati: CD, LP, download digitale    | 24          | 11          | 5           | 44          | 11          | 3           | 9           | 69          | 30          | 9           | 6           | 105         |                                         |
| "—" indica una pubblicazione non classificata o non pubblicata in quel paese. | |             |             |             |             |             |             |             |             |             |             |             |             |                                         |

## Singoli
| Anno                                                                          | Titolo                       | Classifiche | Classifiche | Classifiche | Classifiche | Classifiche | Classifiche | Classifiche | Classifiche | Classifiche | Classifiche | Classifiche | Classifiche | Classifiche | Classifiche | Classifiche | Classifiche | Certificazioni                                                        | Album di provenienza               |
| Anno                                                                          | Titolo                       | UK          | AUS         | AUT         | BEL (FL)    | ESP         | FIN         | FRA         | GER         | IRL         | ITA         | NLD         | NOR         | NZL         | SWE         | SWI         | USA         | Certificazioni                                                        | Album di provenienza               |
| ----------------------------------------------------------------------------- | ---------------------------- | ----------- | ----------- | ----------- | ----------- | ----------- | ----------- | ----------- | ----------- | ----------- | ----------- | ----------- | ----------- | ----------- | ----------- | ----------- | ----------- | --------------------------------------------------------------------- | ---------------------------------- |
| 1981                                                                          | Dreaming of Me               | 57          | —           | —           | —           | —           | —           | —           | 45          | —           | —           | —           | —           | —           | —           | —           | —           |                                                                       | /                                  |
| 1981                                                                          | New Life                     | 11          | —           | —           | —           | —           | —           | —           | —           | 22          | —           | —           | —           | —           | —           | —           | —           |                                                                       | Speak & Spell                      |
| 1981                                                                          | Just Can't Get Enough        | 8           | 4           | —           | 8           | 18          | —           | 31          | —           | 16          | —           | 10          | —           | 29          | 14          | —           | —           | - GER: Oro - ITA: Oro - UK: Platino                                   | Speak & Spell                      |
| 1982                                                                          | See You                      | 6           | —           | —           | —           | —           | —           | —           | 44          | 9           | —           | 49          | —           | —           | —           | —           | —           | - UK: Argento                                                         | A Broken Frame                     |
| 1982                                                                          | The Meaning of Love          | 12          | —           | —           | —           | —           | —           | —           | 64          | 17          | —           | —           | —           | —           | 16          | —           | —           |                                                                       | A Broken Frame                     |
| 1982                                                                          | Leave in Silence             | 18          | —           | —           | —           | —           | —           | —           | 58          | 13          | —           | —           | —           | —           | 17          | —           | —           |                                                                       | A Broken Frame                     |
| 1983                                                                          | Get the Balance Right!       | 13          | —           | —           | —           | —           | —           | 61          | 38          | 16          | —           | —           | —           | —           | —           | —           | —           |                                                                       | /                                  |
| 1983                                                                          | Everything Counts            | 6           | —           | 26          | —           | —           | —           | —           | 23          | 15          | 24          | 50          | —           | 27          | 18          | 8           | —           | - UK: Argento                                                         | Construction Time Again            |
| 1983                                                                          | Love, in Itself              | 21          | —           | —           | —           | —           | —           | —           | 28          | 27          | —           | 1           | —           | —           | —           | —           | —           |                                                                       | Construction Time Again            |
| 1984                                                                          | People Are People            | 4           | 25          | 6           | 3           | —           | —           | 48          | 1           | 2           | 21          | 8           | 10          | —           | 15          | 4           | 13          | - UK: Argento                                                         | Some Great Reward                  |
| 1984                                                                          | Master and Servant           | 9           | 89          | —           | 6           | —           | —           | 22          | 2           | 6           | 33          | 41          | —           | —           | 7           | 8           | 87          |                                                                       | Some Great Reward                  |
| 1984                                                                          | Blasphemous Rumours/Somebody | 16          | 87          | —           | 24          | —           | —           | 68          | 22          | 8           | —           | 34          | —           | —           | —           | 19          | —           |                                                                       | Some Great Reward                  |
| 1985                                                                          | Shake the Disease            | 18          | —           | —           | 25          | —           | 18          | 13          | 4           | 9           | 25          | 47          | —           | —           | 5           | 6           | —           |                                                                       | The Singles 81-85                  |
| 1985                                                                          | It's Called a Heart          | 18          | —           | —           | 31          | —           | 11          | 29          | 8           | 5           | 16          | 47          | —           | —           | 7           | 7           | —           |                                                                       | The Singles 81-85                  |
| 1986                                                                          | Stripped                     | 15          | —           | —           | —           | —           | 10          | 39          | 4           | 6           | 21          | —           | —           | 41          | 9           | 8           | —           |                                                                       | Black Celebration                  |
| 1986                                                                          | A Question of Lust           | 28          | —           | —           | 32          | —           | 15          | 57          | 8           | 13          | —           | 19          | —           | —           | 17          | 12          | —           |                                                                       | Black Celebration                  |
| 1986                                                                          | A Question of Time           | 17          | —           | —           | —           | 19          | 14          | 29          | 4           | 10          | —           | 34          | —           | —           | 18          | 9           | —           |                                                                       | Black Celebration                  |
| 1986                                                                          | But Not Tonight              | —           | —           | —           | —           | —           | —           | —           | —           | —           | —           | —           | —           | —           | —           | —           | —           |                                                                       | Black Celebration                  |
| 1987                                                                          | Strangelove                  | 16          | —           | 29          | 20          | 12          | 2           | 25          | 2           | 5           | 16          | 30          | —           | —           | 5           | 3           | 76          |                                                                       | Music for the Masses               |
| 1987                                                                          | Never Let Me Down Again      | 22          | 82          | 29          | —           | 5           | 5           | 29          | 2           | 12          | 12          | 80          | —           | —           | 7           | 7           | 63          |                                                                       | Music for the Masses               |
| 1987                                                                          | Behind the Wheel             | 21          | —           | —           | —           | 19          | 15          | 21          | 6           | 16          | 41          | —           | —           | —           | 10          | 6           | 61          |                                                                       | Music for the Masses               |
| 1988                                                                          | Little 15                    | 60          | —           | 25          | —           | —           | —           | 93          | 16          | —           | —           | —           | —           | —           | —           | 18          | —           |                                                                       | Music for the Masses               |
| 1988                                                                          | Strangelove '88              | —           | —           | —           | —           | —           | —           | —           | —           | —           | —           | —           | —           | —           | —           | —           | 50          |                                                                       | Music for the Masses               |
| 1988                                                                          | Route 66                     | —           | 79          | —           | —           | —           | —           | —           | —           | —           | —           | —           | —           | 34          | —           | —           | —           |                                                                       | /                                  |
| 1989                                                                          | Everything Counts (Live)     | 22          | —           | —           | —           | 20          | —           | 29          | 12          | 17          | 35          | 89          | —           | —           | —           | 18          | —           |                                                                       | 101                                |
| 1989                                                                          | Personal Jesus               | 13          | —           | —           | —           | 3           | 9           | 27          | 5           | 7           | 3           | 62          | —           | 14          | 17          | 5           | 28          | - ITA: Platino - UK: Oro - USA: Oro                                   | Violator                           |
| 1990                                                                          | Enjoy the Silence            | 6           | 71          | 13          | 4           | 1           | 3           | 9           | 2           | 3           | 5           | 5           | —           | 40          | 5           | 2           | 8           | - GER: Platino - ITA: Platino (2) - SWE: Oro - UK: Platino - USA: Oro | Violator                           |
| 1990                                                                          | Policy of Truth              | 16          | —           | —           | 21          | 7           | 5           | 31          | 7           | 11          | 7           | 37          | —           | —           | 20          | 12          | 15          |                                                                       | Violator                           |
| 1990                                                                          | World in My Eyes             | 17          | —           | —           | 46          | 2           | 4           | 30          | 7           | 7           | 28          | 49          | —           | —           | —           | 5           | 52          |                                                                       | Violator                           |
| 1993                                                                          | I Feel You                   | 8           | 37          | 7           | 21          | 1           | 1           | 5           | 4           | 6           | 4           | 39          | —           | 29          | 2           | 4           | 37          | - USA: Oro                                                            | Songs of Faith and Devotion        |
| 1993                                                                          | Walking in My Shoes          | 14          | —           | 29          | —           | 6           | 7           | 23          | 14          | 15          | 9           | 36          | —           | —           | 8           | 26          | 69          |                                                                       | Songs of Faith and Devotion        |
| 1993                                                                          | Condemnation                 | 9           | —           | —           | —           | 9           | 5           | 36          | 23          | 19          | 24          | —           | —           | —           | 3           | 38          | —           |                                                                       | Songs of Faith and Devotion        |
| 1994                                                                          | In Your Room                 | 8           | 40          | —           | 48          | 4           | 2           | 10          | 24          | 15          | 25          | —           | —           | —           | 2           | 14          | —           |                                                                       | Songs of Faith and Devotion        |
| 1997                                                                          | Barrel of a Gun              | 4           | 33          | 15          | 37          | 1           | 3           | 22          | 3           | 13          | 1           | 50          | 6           | —           | 1           | 30          | 47          | - SWE: Oro                                                            | Ultra                              |
| 1997                                                                          | It's No Good                 | 5           | —           | 28          | 43          | 1           | 5           | —           | 5           | 13          | 1           | 50          | 11          | —           | 1           | 30          | 38          |                                                                       | Ultra                              |
| 1997                                                                          | Home                         | 23          | —           | —           | 69          | 4           | 15          | —           | 11          | —           | 1           | 78          | —           | —           | 10          | 47          | 88          |                                                                       | Ultra                              |
| 1997                                                                          | Useless                      | 28          | —           | —           | —           | —           | 17          | —           | 16          | —           | 10          | —           | —           | —           | 16          | —           | —           |                                                                       | Ultra                              |
| 1998                                                                          | Only When I Lose Myself      | 17          | 34          | 10          | 67          | 1           | 4           | 29          | 2           | 28          | 3           | 89          | 14          | —           | 4           | 16          | 61          |                                                                       | The Singles 86-98                  |
| 2001                                                                          | Dream On                     | 6           | —           | 9           | 31          | 1           | 3           | 12          | 1           | 24          | 1           | 47          | 7           | —           | 4           | 13          | 85          |                                                                       | Exciter                            |
| 2001                                                                          | I Feel Loved                 | 12          | —           | 44          | 57          | 4           | 17          | 39          | 9           | 27          | 5           | 64          | —           | —           | 16          | 64          | —           |                                                                       | Exciter                            |
| 2001                                                                          | Freelove                     | 19          | —           | 61          | —           | 3           | 11          | 52          | 8           | —           | 3           | 65          | —           | —           | 20          | 67          | —           |                                                                       | Exciter                            |
| 2002                                                                          | Goodnight Lovers             | —           | —           | —           | —           | 4           | —           | 64          | 15          | —           | 16          | —           | —           | —           | 33          | 69          | —           |                                                                       | Exciter                            |
| 2004                                                                          | Enjoy the Silence 04         | 7           | —           | 48          | 59          | 4           | 13          | 18          | 5           | —           | 10          | 46          | —           | —           | 31          | 44          | —           |                                                                       | Remixes 81-04                      |
| 2005                                                                          | Precious                     | 4           | —           | 9           | 26          | 1           | 2           | 32          | 2           | 12          | 1           | 11          | 4           | —           | 1           | 12          | 71          | - GER: Oro                                                            | Playing the Angel                  |
| 2005                                                                          | A Pain That I'm Used To      | 15          | —           | 24          | 53          | 1           | 15          | 96          | 11          | —           | 2           | 27          | —           | —           | 13          | 23          | —           |                                                                       | Playing the Angel                  |
| 2006                                                                          | Suffer Well                  | 12          | —           | 67          | 57          | 2           | 6           | 87          | 13          | 18          | 5           | —           | —           | —           | 20          | 66          | —           |                                                                       | Playing the Angel                  |
| 2006                                                                          | The Darkest Star             | —           | —           | —           | —           | —           | —           | —           | —           | —           | —           | —           | —           | —           | —           | —           | —           |                                                                       | Playing the Angel                  |
| 2006                                                                          | John the Revelator/Lilian    | 18          | —           | —           | —           | 2           | 16          | —           | 16          | 22          | 16          | —           | —           | —           | 19          | 70          | —           |                                                                       | Playing the Angel                  |
| 2006                                                                          | Martyr                       | 13          | —           | 31          | 48          | 1           | 18          | 64          | 2           | —           | 1           | 74          | —           | —           | 10          | 17          | —           |                                                                       | The Best of Depeche Mode, Volume 1 |
| 2009                                                                          | Wrong                        | 24          | —           | 12          | 14          | 41          | 6           | 10          | 2           | —           | 8           | 49          | 14          | —           | 5           | 16          | —           | - GER: Oro                                                            | Sounds of the Universe             |
| 2009                                                                          | Peace                        | 57          | —           | 72          | 73          | —           | —           | 18          | 25          | —           | —           | —           | —           | —           | 59          | 53          | —           |                                                                       | Sounds of the Universe             |
| 2009                                                                          | Fragile Tension/Hole to Feed | —           | —           | —           | —           | —           | —           | 27          | 39          | —           | —           | —           | —           | —           | —           | —           | —           |                                                                       | Sounds of the Universe             |
| 2011                                                                          | Personal Jesus 2011          | —           | —           | 73          | —           | —           | —           | —           | —           | —           | —           | —           | —           | —           | —           | 73          | —           |                                                                       | Remixes 2: 81-11                   |
| 2013                                                                          | Heaven                       | 60          | —           | 22          | 50          | 11          | —           | 27          | 2           | —           | 19          | 95          | —           | —           | —           | 18          | —           | - ITA: Oro                                                            | Delta Machine                      |
| 2013                                                                          | Soothe My Soul               | 88          | —           | —           | 60          | —           | —           | 45          | 22          | —           | 67          | —           | —           | —           | —           | —           | —           |                                                                       | Delta Machine                      |
| 2013                                                                          | Should Be Higher             | 81          | —           | 60          | —           | —           | —           | 58          | 19          | —           | —           | —           | —           | —           | —           | 61          | —           |                                                                       | Delta Machine                      |
| 2017                                                                          | Where's the Revolution       | —           | —           | —           | —           | —           | —           | 28          | 29          | —           | —           | —           | —           | —           | —           | 57          | —           |                                                                       | Spirit                             |
| 2017                                                                          | Going Backwards              | —           | —           | —           | —           | —           | —           | —           | —           | —           | —           | —           | —           | —           | —           | —           | —           |                                                                       | Spirit                             |
| 2017                                                                          | Cover Me                     | —           | —           | —           | —           | —           | —           | —           | —           | —           | —           | —           | —           | —           | —           | —           | —           |                                                                       | Spirit                             |
| 2023                                                                          | Ghosts Again                 | —           | —           | —           | 43          | —           | —           | —           | 28          | —           | —           | —           | —           | —           | —           | 79          | —           | - ITA: Oro                                                            | Memento mori                       |
| 2023                                                                          | My Cosmos Is Mine            | —           | —           | —           | —           | —           | —           | —           | —           | —           | —           | —           | —           | —           | —           | —           | —           |                                                                       | Memento mori                       |
| 2023                                                                          | Wagging Tongue               | —           | —           | —           | —           | —           | —           | —           | —           | —           | —           | —           | —           | —           | —           | —           | —           |                                                                       | Memento mori                       |
| 2023                                                                          | Speak to Me                  | —           | —           | —           | —           | —           | —           | —           | —           | —           | —           | —           | —           | —           | —           | —           | —           |                                                                       | Memento mori                       |
| 2023                                                                          | My Favourite Stranger        | —           | —           | —           | —           | —           | —           | —           | —           | —           | —           | —           | —           | —           | —           | —           | —           |                                                                       | Memento mori                       |
| "—" indica una pubblicazione non classificata o non pubblicata in quel paese. |                              |             |             |             |             |             |             |             |             |             |             |             |             |             |             |             |             |                                                                       |                                    |

## Videografia

### Album video
| Anno                                                                          | Titolo | Classifiche | Classifiche | Classifiche | Classifiche | Classifiche | Certificazioni                               |
| Anno                                                                          | Titolo | UK          | GER         | ITA         | NLD         | SWI         | Certificazioni                               |
| ----------------------------------------------------------------------------- | --- | ----------- | ----------- | ----------- | ----------- | ----------- | -------------------------------------------- |
| 1985                                                                          | The World We Live In and Live in Hamburg - Pubblicazione: 1985 - Etichetta: Virgin Video - Formati: VHS, Betamax, Laserdisc      | 57          | —           | —           | —           | —           |                                              |
| 1985                                                                          | Some Great Videos - Pubblicazione: 1985 - Etichetta: Virgin Video - Formati: VHS, Betamax, Laserdisc                             | 11          | —           | —           | —           | —           | - USA: Oro                                   |
| 1988                                                                          | Strange - Pubblicazione: 1988 - Etichetta: Mute Film, Virgin Video - Formati: VHS, Laserdisc                                     | 8           | —           | —           | —           | —           | - USA: Oro                                   |
| 1989                                                                          | 101 - Pubblicazione: 1989; 2003 (DVD) - Etichetta: Mute Film, Virgin Video - Formati: VHS, DVD, Laserdisc, UMD                   | 6           | 32          | 13          | —           | —           | - FRA: Platino - GER: Oro - USA: Platino     |
| 1990                                                                          | Strange Too - Pubblicazione: 1990 - Etichetta: Mute Film, BMG Video - Formati: VHS, Laserdisc                                    | 12          | —           | —           | —           | —           | - USA: Platino                               |
| 1993                                                                          | Devotional - Pubblicazione: 1993; 2004 (DVD) - Etichetta: Mute Film, BMG Video - Formati: VHS, DVD, Laserdisc, UMD               | 18          | 25          | 8           | 23          | —           | - FRA: Oro - GER: Oro                        |
| 1998                                                                          | The Videos 86>98 - Pubblicazione: 1998 - Etichetta: Mute Film - Formati: VHS, DVD                                                | 13          | —           | —           | —           | —           |                                              |
| 1998                                                                          | Some Great Videos 81>85 - Pubblicazione: 1998 - Etichetta: Mute Film - Formati: VHS                                              | 6           | —           | —           | —           | —           |                                              |
| 2002                                                                          | One Night in Paris - Pubblicazione: 27 maggio 2002 - Etichetta: Mute - Formati: DVD, VHS, UMD                                    | 4           | 54          | 5           | —           | —           | - FRA: Platino (3) - GER: Platino - USA: Oro |
| 2002                                                                          | The Videos 86>98 + - Pubblicazione: 25 novembre 2002 - Etichetta: Mute - Formati: DVD, VHS                                       | 6           | 81          | 8           | —           | —           | - GER: Platino - USA: Oro                    |
| 2006                                                                          | Touring the Angel: Live in Milan - Pubblicazione: 25 settembre 2006 - Etichetta: Mute - Formati: DVD/CD                          | 1           | 2           | 1           | 8           | 54          | - FRA: Platino (3) - GER: Oro - SWI: Oro     |
| 2006                                                                          | The Best of Depeche Mode Videos, Volume 1 - Pubblicazione: 13 novembre 2006 - Etichetta: Mute - Formati: DVD/CD                  | 28          | —           | —           | —           | —           |                                              |
| 2010                                                                          | Tour of the Universe: Barcelona 20/21.11.09 - Pubblicazione: 5 novembre 2010 - Etichetta: Mute, EMI - Formati: DVD, Blu-ray Disc | 2           | 1           | 5           | 8           | 1           | - GER: Platino                               |
| 2014                                                                          | Live in Berlin - Pubblicazione: 14 novembre 2014 - Etichetta: Columbia, Mute, Sony - Formati: DVD, download digitale             | 64          | 2           | 11          | 36          | 13          |                                              |
| 2016                                                                          | Video Singles Collection - Pubblicazione: 18 novembre 2016 - Etichetta: Columbia, Mute, Sony - Formati: DVD, download digitale   | 4           | 6           | —           | 7           | 1           |                                              |
| "—" indica una pubblicazione non classificata o non pubblicata in quel paese. | |             |             |             |             |             |                                              |

### Video musicali
| Anno | Titolo                              | Regista                        |
| ---- | ----------------------------------- | ------------------------------ |
| 1981 | Just Can't Get Enough               | Clive Richardson               |
| 1982 | See You                             | Julien Temple                  |
| 1982 | The Meaning of Love                 | Julien Temple                  |
| 1982 | Leave in Silence                    | Julien Temple                  |
| 1983 | Get the Balance Right!              | Kevin Hewitt                   |
| 1983 | Everything Counts                   | Clive Richardson               |
| 1983 | Love, in Itself                     | Clive Richardson               |
| 1984 | People Are People                   | Clive Richardson               |
| 1984 | People Are People (Different Mix)   | Clive Richardson               |
| 1984 | Master and Servant                  | Clive Richardson               |
| 1984 | Blasphemous Rumours                 | Clive Richardson               |
| 1984 | Somebody                            | Clive Richardson               |
| 1985 | Shake the Disease                   | Peter Care                     |
| 1985 | It's Called a Heart                 | Peter Care                     |
| 1986 | Stripped                            | Peter Care                     |
| 1986 | But Not Tonight                     | Tamra Davis                    |
| 1986 | But Not Tonight (Pool Version)      | Tamra Davis                    |
| 1986 | A Question of Lust                  | Clive Richardson               |
| 1986 | A Question of Time                  | Anton Corbijn                  |
| 1987 | Strangelove                         | Anton Corbijn                  |
| 1987 | Never Let Me Down Again             | Anton Corbijn                  |
| 1987 | Never Let Me Down Again (Split Mix) | Anton Corbijn                  |
| 1987 | Behind the Wheel                    | Anton Corbijn                  |
| 1987 | Behind the Wheel (Remix)            | Anton Corbijn                  |
| 1987 | Pimpf                               | Anton Corbijn                  |
| 1988 | Little 15                           | Martyn Atkins                  |
| 1988 | Strangelove '88                     | Martyn Atkins                  |
| 1989 | Everything Counts (Live)            | D. A. Pennebaker               |
| 1989 | Personal Jesus                      | Anton Corbijn                  |
| 1990 | Enjoy the Silence                   | Anton Corbijn                  |
| 1990 | Policy of Truth                     | Anton Corbijn                  |
| 1990 | World in My Eyes                    | Anton Corbijn                  |
| 1990 | World in My Eyes (Strange Version)  | Anton Corbijn                  |
| 1990 | Halo                                | Anton Corbijn                  |
| 1990 | Clean                               | Anton Corbijn                  |
| 1993 | I Feel You                          | Anton Corbijn                  |
| 1993 | Walking in My Shoes                 | Anton Corbijn                  |
| 1993 | Condemnation (Paris Mix)            | Anton Corbijn                  |
| 1993 | Condemnation (Live)                 | Anton Corbijn                  |
| 1993 | Personal Jesus (Live)               | Anton Corbijn                  |
| 1993 | Enjoy the Silence (Live)            | Anton Corbijn                  |
| 1993 | Halo (Live)                         | Anton Corbijn                  |
| 1993 | One Caress                          | Kevin Kerslake                 |
| 1994 | In Your Room                        | Anton Corbijn                  |
| 1997 | Barrel of a Gun                     | Anton Corbijn                  |
| 1997 | It's No Good                        | Anton Corbijn                  |
| 1997 | Home                                | Steve Green                    |
| 1997 | Useless                             | Anton Corbijn                  |
| 1998 | Only When I Lose Myself             | Brian Griffin                  |
| 2001 | Dream On                            | Stéphane Sednaoui              |
| 2001 | I Feel Loved                        | John Hillcoat                  |
| 2001 | I Feel Loved (Dan-O-Rama Remix)     | John Hillcoat                  |
| 2001 | I Feel Loved (Live)                 | Anton Corbijn                  |
| 2001 | Freelove                            | John Hillcoat                  |
| 2001 | Freelove (Live)                     | Anton Corbijn                  |
| 2002 | Goodnight Lovers                    | John Hillcoat                  |
| 2004 | Enjoy the Silence 04                | Uwe Flade                      |
| 2005 | Precious                            | Uwe Flade                      |
| 2005 | A Pain That I'm Used To             | Uwe Flade                      |
| 2006 | Suffer Well                         | Anton Corbijn                  |
| 2006 | John the Revelator                  | Blue Leach                     |
| 2006 | Martyr                              | Robert Chandler                |
| 2009 | Wrong                               | Patrick Daughters              |
| 2009 | Peace                               | Jonas & François               |
| 2009 | Fragile Tension                     | Robert Chandler & Barney Steel |
| 2009 | Hole to Feed                        | Eric Wareheim                  |
| 2011 | Personal Jesus 2011                 | Patrick Daughters              |
| 2013 | Heaven                              | Timothy Saccenti               |
| 2013 | Soothe My Soul                      | Warren Fu                      |
| 2013 | Should Be Higher (Live)             | Anton Corbijn                  |
| 2017 | Where's the Revolution              | Anton Corbijn                  |
| 2017 | Going Backwards                     | Timothy Saccenti               |
| 2017 | Going Backwards (360 Version)       | Timothy Saccenti               |
| 2017 | Heroes                              | Timothy Saccenti               |
| 2017 | Cover Me                            | Anton Corbijn                  |
| 2023 | Ghosts Again                        | Anton Corbijn                  |
| 2023 | Wagging Tongue                      | The Sacred Egg                 |
| 2023 | My Favourite Stranger               | Anton Corbijn                  |